# Hexapinus
Hexapinus is een geslacht van kreeftachtigen uit de klasse van de Malacostraca (hogere kreeftachtigen).

## Soorten
- Hexapinus ceres Rahayu & Ng, 2014
- Hexapinus edwardsi (Serène & Soh, 1976)
- Hexapinus latipes (De Haan, 1835)
- Hexapinus latus Rahayu & Ng, 2014
- Hexapinus simplex Rahayu & Ng, 2014